# Au (Forêt-Noire)
Pour les articles homonymes, voir AU.
Au est une commune de Bade-Wurtemberg (Allemagne), située dans l'arrondissement de Brisgau-Haute-Forêt-Noire, dans le district de Fribourg-en-Brisgau.

## Histoire
La première mention d'Au remonte à l'an 861. Durant la guerre de Trente Ans, le deuxième jour de la bataille de Fribourg se déroule à Au, le 5 août 1644.
- (de) Site officiel
- Notices d'autorité :   - VIAF
  - GND
- Au, site web touristique